# EV Duisbourg
L'EV Duisbourg (Die Füchse) est un club professionnel allemand de hockey sur glace basé à Duisbourg. Il a évolué en Deutsche Eishockey-Liga de 2005 à 2009, puis à différents échelons du championnat Allemand. Depuis 2021, il joue en Regionalliga.

## Historique
Le club est créé en 1991. Il joue en Deutsche Eishockey-Liga depuis 2006 .

### Palmarès
- Vainqueur de la 2. Bundesliga: 2005.
- Vainqueur de l'Oberliga: 2000.